# Steve Missillier
Steve Missillier, né le 12 décembre 1984 à Annecy, est un skieur alpin français.

## Biographie
Il mesure 1,86 m et évolue au club du CS Grand-Bornand. Chez les juniors, il est cinquième du slalom des mondiaux de la catégorie en 2003. Il entre en Coupe du monde en décembre 2004 à l'occasion d'un slalom à Sestriere. Il marque ses premiers points en mars 2006 à lors d'un slalom géant à Yongpyong.
Aux Championnats du monde 2009, il est sixième du slalom.
Il participe aux Jeux olympiques d'hiver de 2010 et se classe treizième au slalom géant.
Le dimanche 12 décembre 2010, Steve Missillier termine troisième lors de l'épreuve du slalom à Val d'Isère pendant la Coupe du monde de ski alpin 2010-2011 en se plaçant troisième derrière les Autrichiens Marcel Hirscher et Benjamin Raich. Il réalise alors le meilleur temps de la seconde manche alors qu'il n'avait que le 25e temps de la première manche.
En 2014, il devient vice-champion olympique du slalom géant derrière l'Américain Ted Ligety et devant son compatriote Alexis Pinturault.
Après de nombreuses blessures depuis 2015, il décide de mettre fin à sa carrière en 2019.

## Palmarès

### Jeux olympiques
| Épreuve / Édition | Vancouver 2010 | Sotchi 2014 |
| Slalom géant      | 13e            | Argent      |
| Slalom            | Abandon        | Abandon     |

### Championnats du monde
| Épreuve / Édition | Åre 2007 | Val d'Isère 2009 | Garmisch-Partenkirchen 2011 | Schladming 2013 | Saint-Moritz 2017 |
| Slalom géant      | Abandon  | -                | -                           | -               | 18e               |
| Slalom            | -        | 6e               | Abandon                     | Abandon         |                   |

### Coupe du monde
- Meilleur classement général : 22e en 2013.
- 1 podium.

| Saison / Épreuve | Saison / Épreuve | Général | Général | Descente | Descente | Slalom | Slalom | Slalom géant | Slalom géant | Super G | Super G | Combiné | Combiné |
| ---------------- | ---------------- | ------- | ------- | -------- | -------- | ------ | ------ | ------------ | ------------ | ------- | ------- | ------- | ------- |
| Saison / Épreuve | Saison / Épreuve | Class.  | Points  | Class.   | Points   | Class. | Points | Class.       | Points       | Class.  | Points  | Class.  | Points  |
| 2006             | 2006             | 110e    | 22      | -        | -        | 63e    | 0      | 36e          | 22           | -       | -       | -       | -       |
| 2007             | 2007             | 92e     | 51      | -        | -        | 54e    | 9      | 25e          | 42           | -       | -       | -       | -       |
| 2008             | 2008             | 72e     | 96      | -        | -        | 27e    | 91     | 54e          | 5            | -       | -       | -       | -       |
| 2009             | 2009             | 36e     | 222     | -        | -        | 21e    | 115    | 18e          | 107          | -       | -       | -       | -       |
| 2010             | 2010             | 34e     | 216     | -        | -        | 15e    | 138    | 18e          | 78           | -       | -       | -       | -       |
| 2011             | 2011             | 25e     | 328     | -        | -        | 12e    | 239    | 21e          | 89           | -       | -       | -       | -       |
| 2012             | 2012             | 27e     | 402     | -        | -        | 12e    | 205    | 14e          | 167          | -       | -       | -       | -       |
| 2013             | 2013             | 22e     | 303     | -        | -        | 14e    | 171    | 15e          | 132          | -       | -       | -       | -       |
| 2014             | 2014             | 31e     | 275     | -        | -        | 18e    | 110    | 12e          | 165          | -       | -       | -       | -       |
| 2015             | 2015             | 103e    | 39      | -        | -        | 37e    | 29     | 44e          | 10           | -       | -       | -       | -       |
| 2016             | 2016             | 93e     | 62      | -        | -        | 53e    | 6      | 35e          | 56           | -       | -       | -       | -       |
| 2017             | 2017             | 58e     | 125     | -        | -        | -      | -      | 18e          | 125          | -       | -       | -       | -       |

### Championnats de France
- Champion de France de slalom en 2007 et 2012, Vice-Champion de France en 2015, 3e en 2008, 2009, 2013 et 2016
- Champion de France de slalom géant en 2013, vice-champion de France en 2007.
- 3e des championnats de France du super G en 2014.
- 3e des championnats de France  du combiné en 2014.

### Coupe d'Europe
- 2 victoires en slalom.

## Décorations
- Chevalier de l'Ordre national du Mérite en 2014[3].